# A-19 122mmカノン砲

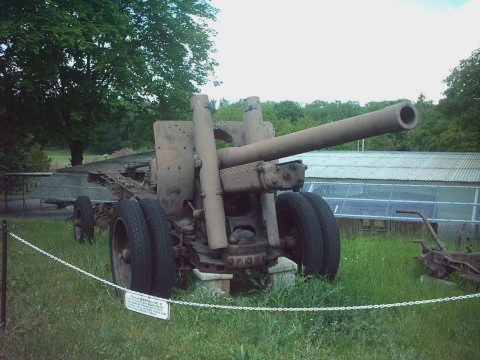
A-19（M1931/37） 122mm カノン砲

M1931/37 122mm カノン砲（A-19）（ロシア語: 122-мм пушка образца 1931/37 годов (А-19)）は、第二次世界大戦前の1937年にソビエト連邦が開発したカノン砲である。

## 開発
ソビエト連邦の赤軍は1920年代に、それまで配備されていたM1910/30 107mmカノン砲の後継として軍団司令部直属の砲兵連隊に配備させる122mm カノン砲の開発を要求し、その要求に応えてM1931 122mm カノン砲（A-19）（122-мм пушка образца 1931 года (А-19)）が開発された。
M1931の砲架の最大仰角は45°であり、車輪にはリーフスプリング式のサスペンションが装着されていたが、車輪は金属製スポークにゴムを張り付けただけのものだったため、自動車による高速牽引に難点があった。これを解決するために、1937年にはM1931の砲身をML-20 152mm榴弾砲用に開発された新型砲架に搭載させたM1931/37 122mm カノン砲が完成した。この新型砲架は、仰角が65°に強化され、車輪も金属製ホイール付きゴムタイヤに変更されたため、牽引速度の向上をもたらした。

## 戦歴

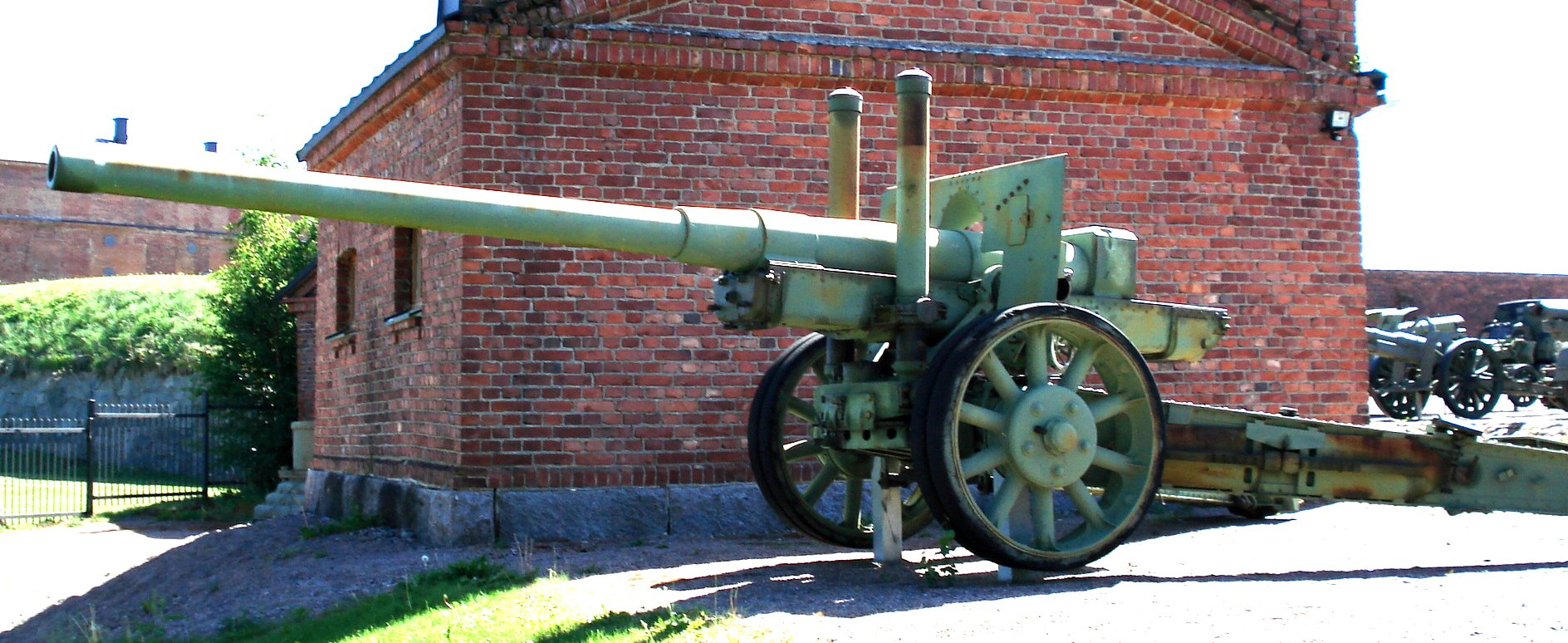
M1931 122mm カノン砲。車輪が金属製スポークとなっている

A-19は、ML-20 152mm榴弾砲と共に軍団司令部直属の砲兵連隊に配備され、主に遠距離からの火力支援や対砲兵・対要塞砲撃戦を任務とした。
1939年の冬戦争で初めて実戦投入され、継続戦争と1941年からの大祖国戦争ではほぼ全期を通じて活躍した。
射撃実験での直立した装甲板に対する貫徹力は、距離550mで152mm、1,000mで142mm、1,500mで133mm、2,000mで122mmである。砲弾重量が大きいので遠距離でもある程度威力を維持している。実際には、パンターの傾斜した80mm厚の正面装甲を距離600-700m、ティーガーIの直立した100mm正面装甲を1,500m、側面装甲を2,000mで破壊することが可能。また、貫通できない場合でも、25kgもある徹甲榴弾は、装甲板を脱落させたり装甲板の内面を剥離させて戦闘不能に追い込むこともできた。
なお、この砲は牽引式だけでなく、ISU-122自走砲に搭載されている。派生形として、閉鎖器を隔螺式から半自動の鎖栓式に変更し、発射速度を向上させた自走砲仕様のD-25Sと、D-25Sにマズルブレーキを装着した戦車砲仕様のD-25Tが開発され、前者はISU-122S自走砲に搭載され、後者はIS-2/IS-3重戦車の主砲となった。
第二次世界大戦後、対戦車砲としての任務は、威力にやや劣るがより軽量で連射速度の高いBS-3 100mm野砲に交代され、さらにカノン砲としてもより射距離の長いM-46 130mmカノン砲の配備開始に伴って退役した。その後は予備役兵器として保管されたり外国に供与されたと思われるが、戦歴は不明。
A-19は多数がドイツ国防軍に鹵獲され、M1931が"12,2 cm K.390/1(r)"、M1931/37が12,2 cm K.390/2(r)"の鹵獲兵器コードを与えられて合計424門が野戦砲や沿岸砲として使用された。ドイツでは122mm砲弾のコピー生産も行った。
フィンランドは、自国が鹵獲したものとドイツが鹵獲して供与したもの、計25門のA-19を122 K 31として戦後も運用した。1988年にはフィンランド製の32口径152mm砲身を装着した152 H 88-31に改修され、2007年に退役した。
スペインはドイツ製兵器を導入した装備近代化計画である「ベール計画(スペイン語: Programa Bär)」の一環として1943年にドイツから鹵獲品を150門購入し、後に追加で32門分をトルビアの陸軍工廠でコピー生産し、同工廠では予備部品と弾薬もコピー生産した。第二次世界大戦後、スペインがNATOに加盟してアメリカより火砲が供与されるとA-19は二線級装備とされ、領土防衛部隊(defensa operativa del territorio)の装備品となったが、1970年代にはトルビア工廠で車輪を国産のゴムタイヤに換装するなどの近代化改修が173門に対して行われ、これらの砲は1990年代まで現役で用いられた。

## 運用国

### 現用
- エジプト - 2024年時点で、エジプト陸軍が36門のM1931/37を保有[1]。

## スペック
- 口径：122mm
- 全長：8.18m（牽引時）
- 全幅：2.35m
- 重量：7,250kg（戦闘時）/7,905kg（牽引時）
- 砲身長：5,485mm（45口径、砲身のみ）/5,650mm（46.3口径、薬室を含む）
- 仰俯角：-2°~+65°
- 左右旋回角：58°
- 運用要員：
- 発射速度：3-4発/分
- 射程：20,400m（標準榴弾）
- 製造年数：1936年-1946年
- 製造数：2,926門

## 登場作品

### ゲーム
『War Thunder』
ソビエト連邦と中国にD-25T搭載のIS-2がソビエト連邦にD-25T搭載のIS-3・IS-4・IS-6、A-19搭載のISU-122、D-25S搭載のISU-122Sが開発可能。
『World of Tanks』
ソビエト連邦と中国にD-25TとD-25Sを搭載する戦車が開発・購入可能。
『トータル・タンク・シミュレーター』
ソビエト連邦の超重戦車としてIS-2が使用可能。